# ITF Peking
Das ITF Peking (offiziell: ITF Women’s Circuit-Beijing) war ein Tennisturnier des ITF Women’s Circuit, das in Peking ausgetragen wurde.

## Siegerliste

### Einzel
| Jahr                                   | Siegerin        | Finalgegnerin         | Ergebnis      |
| -------------------------------------- | --------------- | --------------------- | ------------- |
| ↓ Kategorie: $10.000 ↓                 |                 |                       |               |
| 1994                                   |                 |                       |               |
|                                        |                 |                       |               |
| 1995                                   |                 |                       |               |
|                                        |                 |                       |               |
| ↓ Kategorie: $10.000 + $25.000 ↓       |                 |                       |               |
| 1996                                   | Keiko Nagatomi  | Wen Yuan              | 2:6, 6:1, 6:3 |
| 1996                                   | Tang Li-Yao     | Liu Li                | 6:2, 6:0      |
| 1996                                   | Chen Li-Ling    | Chen Jing-Jing        | 7.6, 4:6, 6:1 |
| ↓ Kategorie: $25.000 ↓                 |                 |                       |               |
| 1997                                   | Yi Jingqian     | Kim Eun-ha            | 6:3, 7:5      |
| 1998 bis 2001 fand kein Turnier statt! |                 |                       |               |
| 2002                                   | Sun Tiantian    | Rika Fujiwara         | 6:3, 6:0      |
| 2003                                   |                 |                       |               |
| Yuka Yoshida                           | Xie Yanze       | 6:1, 7:62             |               |
| ↓ Kategorie: $25.000 + $50.000 ↓       |                 |                       |               |
| 2004                                   | Li Na           | Seiko Okamoto         | 6:4, 6:4      |
| 2004                                   | Li Na           | Suchanun Viratprasert | 6:2, 6:4      |
| 2004                                   | Zheng Jie       | Li Na                 | 6:4, 6:4      |
| ↓ Kategorie: $50.000 ↓                 |                 |                       |               |
| 2005                                   | Li Ting         | Yan Zi                | 6:1, 6:3      |
| 2005                                   | Yuan Meng       | Vilmarie Castellvi    | 4:6, 6:4, 6:4 |
| 2005                                   |                 |                       |               |
| 2006                                   | Anikó Kapros    | Xie Yanze             | 6:4, 6:2      |
| 2006                                   | Marina Eraković | Alla Kudrjawzewa      | 6:2, 6:1      |
| ↓ Kategorie: $25.000 ↓                 |                 |                       |               |
| 2007                                   | Zhou Yimiao     | Kumiko Iijima         | 6:1, 6:2      |
| 2008 und 2009 fand kein Turnier statt! |                 |                       |               |
| ↓ Kategorie: $75.000+H ↓               |                 |                       |               |
| 2010                                   | Junri Namigata  | Zhang Shuai           | 7:63, 6:2     |
| 2011                                   | Hsieh Su-wei    | Kurumi Nara           | 6:2, 6:2      |
| 2012                                   | Wang Qiang      | Latisha Chan          | 6:2, 6:4      |
| ↓ Kategorie: $75.000 ↓                 |                 |                       |               |
| 2013                                   | Zhang Shuai     | Zhou Yimiao           | 6:2, 6:1      |

### Doppel
| Jahr                                   | Siegerinnen                          | Finalgegnerinnen                   | Ergebnis          |
| -------------------------------------- | ------------------------------------ | ---------------------------------- | ----------------- |
| ↓ Kategorie: $10.000 ↓                 |                                      |                                    |                   |
| 1994                                   |                                      |                                    |                   |
|                                        |                                      |                                    |                   |
| 1995                                   |                                      |                                    |                   |
|                                        |                                      |                                    |                   |
| ↓ Kategorie: $10.000 + $25.000 ↓       |                                      |                                    |                   |
| 1996                                   | Yang Lihua Tang Li-Yao               | Liu Li Li Yan-Ling                 | 6:2, 6:3          |
| 1996                                   | Tang Li-Yao Yang Lihua               | Shin Hyun-a Sohn Hyun-hee          | 6:4, 1:0 Aufgabe  |
| 1996                                   | Chen Jing-Jing Li Li                 | Chen Li-Ling Yi Jingqian           | 2:6, 7:5, Aufgabe |
| ↓ Kategorie: $25.000 ↓                 |                                      |                                    |                   |
| 1997                                   | Keiko Ishida Keiko Nagatomi          | Chen Jing-Jing Yi Jingqian         | 7:6, 1:6, 6:3     |
| 1998 bis 2001 fand kein Turnier statt! |                                      |                                    |                   |
| 2002                                   | Li Ting Sun Tiantian                 | Yan Zi Zheng Jie                   | 7:5, 6:3          |
| 2003                                   |                                      |                                    |                   |
| Yang Shujing Yu Ying                   | Jeon Mi-ra Seiko Okamoto             | 6:4, 6:2                           |                   |
| 2004                                   | Līga Dekmeijere İpek Şenoğlu         | Du Rui Liu Nan-Nan                 | 4:6, 6:4, 7:61    |
| 2004                                   | Chuang Chia-jung Wynne Prakusya      | Līga Dekmeijere İpek Şenoğlu       | 6:3, 6:1          |
| 2004                                   | Yang Shujing Yu Ying                 | Li Shan-Shan Zheng Jie             | 6:4, 6:3          |
| ↓ Kategorie: $50.000 ↓                 |                                      |                                    |                   |
| 2005                                   | Yan Zi Zheng Jie                     | Li Ting Sun Tiantian               | 6:1, 7:5          |
| 2005                                   | Maki Arai Kim So-jung                | Latisha Chan Hwang I-hsuan         | 6:4, 6:0          |
| 2005                                   |                                      |                                    |                   |
| 2006                                   | Chuang Chia-jung Tamarine Tanasugarn | Nina Brattschikowa Līga Dekmeijere | 4:6, 6:2, 6:3     |
| 2006                                   | Ji Chunmei Sun Shengnan              | Marina Eraković Raquel Kops-Jones  | 6:2, 6:2          |
| ↓ Kategorie: $25.000 ↓                 |                                      |                                    |                   |
| 2007                                   | Ji Chunmei Sun Shengnan              | Liang Chen Zhao Yijing             | 6:2, 6:3          |
| 2008 und 2009 fand kein Turnier statt! |                                      |                                    |                   |
| ↓ Kategorie: $75.000+H ↓               |                                      |                                    |                   |
| 2010                                   | Sun Shengnan Zhang Shuai             | Ji Chunmei Liu Wanting             | 4:6, 6:2, [10:5]  |
| 2011                                   | Chan Hao-ching Latisha Chan          | Tetiana Luzhanska Zheng Saisai     | 6:2, 6:3          |
| 2012                                   | Liu Wanting Sun Shengnan             | Chan Chin-wei Han Xinyun           | 5:7, 6:0, [10:7]  |
| ↓ Kategorie: $75.000 ↓                 |                                      |                                    |                   |
| 2013                                   | Liu Chang Zhou Yimiao                | Misaki Doi Miki Miyamura           | 7:61, 6:4         |

## Quelle
- ITF Homepage